# IC 4170/1
IC 4170/1 је галаксија у сазвијежђу Береникина коса која се налази на листи објеката дубоког неба у Индекс каталогу.
Деклинација објекта је + 21° 8' 5" а ректасцензија 13h 5m 35,0s. Привидна величина (магнитуда) објекта IC 4170 износи 16,8 а фотографска магнитуда 17,8. IC 41701 је још познат и под ознакама 8ZW 234, PGC 45290.